# Vaľkovňa
Vaľkovňa – wieś (obec) na Słowacji położona w kraju bańskobystrzyckim, w powiecie Brezno. Pierwsze wzmianki o miejscowości pochodzą z roku 1612. Miejscowość położona jest w dolinie rzeki Hron, na granicy dwóch regionów geograficznych: Niżne Tatry i Muránska planina.
Według danych z dnia 31 grudnia 2012, wieś zamieszkiwało 414 osób, w tym 208 kobiet i 206 mężczyzn.
W 2001 roku rozkład populacji względem narodowości i przynależności etnicznej wyglądał następująco:
- Słowacy – 64,67%
- Czesi – 0,63%
- Romowie – 34,07%

Ze względu na wyznawaną religię struktura mieszkańców kształtowała się w 2001 roku następująco:
- Katolicy rzymscy – 79,81%
- Grekokatolicy – 13,25%
- Ateiści – 4,1%
- Nie podano – 2,84%